# Wei Zhang
Pour les articles homonymes, voir Zhang.
Wei Zhang (chinois simplifié : 张伟), né en 1981 dans le quartier de Dachuan de la ville de Dazhou, dans la province du Sichuan de la république populaire de Chine, est un mathématicien chinois spécialisé en théorie des nombres. Il est actuellement (en 2023) professeur de mathématiques à l'Université Columbia.

## Carrière
Wei Zhang obtient son diplôme de premier cycle en mathématiques à l'Université de Pékin en 2004 puis son doctorat en 2009 à l'Université Columbia sous la supervision de Shou-Wu Zhang, avec une thèse intitulée « Modularity of generating functions of special cycles on Shimura varieties ». Il réalise ensuite un post-doctorat à partir de 2010, à l'Université Harvard.
Il s'est d'abord fait connaître alors qu'il est encore étudiant en 2005, en prouvant la conjecture de Kudla (c'est d'ailleurs le sujet de sa thèse de doctorat) : Stephen S. Kudla (en) a conjecturé en 1997 qu'une famille de cycles qu'il a construite sur des variétés de Shimura est générée par des formes modulaires. Richard Borcherds a prouvé la conjecture pour des cycles de codimension 1. Zhang a travaillé sur la dimension supérieure et s'est appuyé, en plus de Borcherds, sur les travaux de Hirzebruch et Zagier, ainsi que ceux de Zagier/Gross/Kohnen (1986/1987).
Ses collaborations avec Zhiwei Yun, Xinyi Yuan et Xinwen Zhu ont reçu l'attention de publications telles que Quanta Magazine et Business Insider,. En particulier, son travail avec Zhiwei Yun sur le développement de Taylor des fonctions L est « déjà salué comme l'un des plus passionnantes découvertes dans un domaine important de la théorie des nombres dans les trente dernières années ».

## Prix et distinctions
Il est lauréat du Prix SASTRA Ramanujan en 2010, pour « des contributions d'une grande portée par lui-même et en collaboration avec d'autres à un large éventail de domaines des mathématiques, dont la théorie des nombres, les formes automorphes, les fonctions L, les formules de traces, la théorie de la représentation, et la géométrie algébrique ». En 2013, Zhang a reçu une bourse Sloan ; en 2016, Zhang a reçu la médaille d'or Morningside de Mathématiques lors du septième Congrès international des mathématiciens chinois qui s'est déroulé à Pékin,.

## Sélection de publications
- « Automorphic period and the central value of Rankin-Selberg L-function », Journal of the American Mathematical Society 27 (2014), 541-612.
- « On arithmetic fundamental lemmas », Invent. Math., 188 (2012), No. 1, 197-252.
- « Fourier transform and the global Gan-Gross-Prasad conjecture for unitary groups », Ann. of Math. 180 (2014), No. 3, 971-1049.
- « Selmer groups and the indivisibility of Heegner points », Cambridge Journal of Math., 2 (2014), No. 2, 191-253.
- (avec Michael Rapoport, Ulrich Terstiege) « On the Arithmetic Fundamental Lemma in the minuscule case », Compositio Mathematica 149 (2013), no. 10, 1631-1666.
- (avec Xinyi Yuan, Shou-Wu Zhang) « The Gross-Kohnen-Zagier theorem over totally real fields », Compositio Mathematica 145 (2009), no. 5, 1147-1162.
- (avec Xinyi Yuan, Shou-Wu Zhang) « The Gross-Zagier formula on Shimura curves », Annals of Math. Studies vol. 184, Princeton University Press, 2012.
- (avec Manjul Bhargava, Christopher Skinner) « A majority of elliptic curves over Q satisfy the Birch and Swinnerton-Dyer conjecture ».
- (avec Zhiwei Yun]) « Shtukas and the Taylor expansion of L-functions ».
- (avec Xinyi Yuan, Shou-Wu Zhang) « Triple product L-series and Gross-Kudla-Schoen cycles ».
- (avec Yifeng Liu, Shou-Wu Zhang) « On p-adic Waldspurger formula ».